# Chesneya tribuloides
Chesneya tribuloides är en ärtväxtart som beskrevs av Sergej Arsenjevitj Nevskij. Chesneya tribuloides ingår i släktet Chesneya och familjen ärtväxter. Inga underarter finns listade i Catalogue of Life.